# Piotr Opaliński (zm. 1600)

Herb Łodzia

Piotr Opaliński  z Bnina herbu Łodzia (ur. 22 czerwca 1566, zm. 21 października 1600) – krajczy koronny.
Syn Andrzeja (1540–1593), marszałka wielkiego koronnego i Katarzyny Kościeleckiej, córki Janusza, kasztelana bydgoskiego. Brat Andrzeja (1576–1623), biskupa poznańskiego i Łukasza (1581–1654), marszałka wielkiego koronnego. Siostry jego: Zofia Jadwiga (1563–1601, żona Jana Leszczyńskiego (zm. 1588), starosty radziejowskiego, Gertruda (1569–1602) – żona Marcina Lwowskiego, kasztelana kamienieckiego i Jana Firleja (zm. 1614), podskarbiego wielkiego koronnego, Jadwiga (1571–po 1621), żona Piotra Myszkowskiego (zm. 1601), kasztelana wojnickiego i wojewody rawskiego.
Dwukrotnie żonaty. Pierwsza żona Elżbieta Sieniawska, córka Mikołaja, hetmana polnego koronnego.
Druga żona Elżbieta Zborowska, córka Jana, hetmana nadwornego koronnego urodziła dwóch synów: Andrzeja (1599–1625) i Jana Piotra (1601–1665), wojewodę podlaskiego i kaliskiego i dwie córki: Katarzynę i Elżbietę.

## Pełnione urzędy
Od 1588 roku piastował stanowisko krajczego wielkiego koronnego. Był też starostą nakielskim, gnieźnieńskim, rohatyńskim i wołpeńskim.
Poseł na sejm 1590/1591 roku z województwa poznańskiego i województwa kaliskiego.